# توماس باركر (لاعب كريكت نيوزلندي)
توماس باركر (29 أغسطس 1845 - 22 سبتمبر 1880) (بالإنجليزية: Thomas Parker)‏ هو لاعب كريكت نيوزلندي.